# Power Macintosh G3 Minitour
Pour un article plus général, voir Power Macintosh G3.
Le Power Macintosh G3 Minitour fut lancé en novembre 1997 accompagné des modèles Desktop. Comme son nom l'indique, il se présente sous la forme d'un boîtier tour, un peu plus petit que celui des Power Macintosh série 8000 et 9000. Grâce au nouveau processeur G3, même le modèle à 266 MHz surclassait l'élite de la gamme Macintosh de bureau jusqu'alors, le Power Macintosh 9600 à 300 MHz, pour un prix largement inférieur. Cette rapidité était en partie due à la nouvelle mémoire cache de type Backside cadencée à la moitié de la fréquence du processeur, contre 40 ou 50 MHz pour les anciens Power Mac. Il utilisait aussi de la mémoire SDRAM bien plus rapide, mais utilisait un disque dur à la norme IDE, moins rapide que les SCSI équipant les anciens Power Mac des séries 7000, 8000 et 9000. Les modèles Minitour disposaient en standard d'une carte AV avec entrées/sorties vidéo et audio
Un seul modèle était disponible au début (266 MHz). Un modèle à 300 MHz et doté de plus de mémoire cache et de disque dur apparu en mars 1998, puis enfin un modèle à 333 MHz apparus en août de la même année.

## Caractéristiques communes
- processeur : PowerPC 750 cadencé à 233, 266, 300 ou 333 MHz
- adressage 32 bit
- carte mère Gossamer
- bus système 64 bit cadencé à 66 MHz
- mémoire morte : 4 Mio
- mémoire vive : 32 Mio à 128 Mio, extensible à 384 Mio (ou 768 Mio avec des barrettes plus récentes non supportées par Apple)
- mémoire cache de niveau 1 : 32 Kio ou 64 Kio
- mémoire cache de niveau 2 : 512 Kio ou 1 Mio, cadencée à la moitié de la vitesse du processeur
- disque dur E-IDE (Ultra ATA 33) ou Ultra Wide SCSI
- lecteur de disquette 1,44 Mo 3,5"
- lecteur CD-ROM 24x ATAPI
- lecteur Zip sur certains modèles
- carte vidéo ATI 3D Rage II+ ou 3D Rage Pro dotée de 2 Mio ou 6 Mio de mémoire vidéo, extensible à 6 Mio
- slots d'extension :
  - 3 slots d'extension PCI
  - connecteur Comm slot pour carte Modem
  - 3 connecteurs mémoire de type SDRAM PC66 (vitesse minimale : 10 ns)
  - 1 baies d'extension 5,25" SCSI libre
- connectique :
  - port SCSI DB-25
  - 2 ports série Mini Din-8 Geoports
  - 1 port ADB
  - port Ethernet 10BASE-T ou 100BASE-T
  - sortie vidéo DB-15
  - entrée/sortie audio stéréo 16 bit
  - pour les modèles AV :
    - entrées/sorties audio RCA et DAV
    - entrées vidéo composite, S-Video, PAL, SECAM et NTSC
    - sorties vidéo PAL et NTSC
- haut-parleur mono
- dimensions : 38,6 × 24,4 × 45,2 cm
- poids : 15,0 kg
- alimentation : 240 W
- systèmes supportés : Mac OS 8.0 à Mac OS X 10.2.8

## Les différents modèles
- novembre 1997 :
  - G3/266, 32 Kio de cache L1, 512 Kio de cache L2, 32 Mio de mémoire vive, ATI Rage 3D II+ avec 2 Mio de VRAM, disque dur E-IDE de 6 Go, lecteur Zip, lecteur CD-ROM, carte AV, Ethernet 10 Base-T
  - G3/266, 32 Kio de cache L1, 512 Kio de cache L2, 128 Mio de mémoire vive, ATI Rage 3D II+ avec 2 Mio de VRAM, disque dur SCSI Ultra Wide de 4 Go, lecteur CD-ROM, Ethernet 10 Base-T
- mars 1998 :
  - G3/300, 64 Kio de cache L1, 1 Mio de cache L2, 64 Mio de mémoire vive, ATI Rage 3D II+ avec 6 Mio de VRAM, disque dur SCSI Ultra Wide de 4 Go, lecteur CD-ROM, Ethernet 10 Base-T
  - G3/300, 64 Kio de cache L1, 1 Mio de cache L2, 128 Mio de mémoire vive, ATI 3D Rage II+ avec 6 Mio de VRAM, disque dur SCSI Ultra Wide de 2×4 Go, lecteur CD-ROM, Ethernet 100 Base-T
  - G3/300, 64 Kio de cache L1, 1 Mio de cache L2, 128 Mio de mémoire vive, ATI 3D Rage II+ avec 6 Mio de VRAM, disque dur SCSI Ultra Wide de 2×4 Go, lecteur DVD-ROM, Ethernet 100 Base-T
- août 1998 :
  - G3/300, 64 Kio de cache L1, 1 Mio de cache L2, 64 Mio de mémoire vive, ATI 3D Rage Pro avec 6 Mio de VRAM, disque dur E-IDE de 8 Go, lecteur Zip, lecteur CD-ROM, carte AV, Ethernet 10 Base-T
  - G3/333, 64 Kio de cache L1, 1 Mio de cache L2, 128 Mio de mémoire vive, ATI 3D Rage Pro avec 6 Mio de VRAM, disque dur SCSI Ultra Wide de 9 Go, lecteur CD-ROM, Ethernet 10 Base-T